# Thạch Văn
Thạch Văn là một xã thuộc thành phố Hà Tĩnh, tỉnh Hà Tĩnh, Việt Nam.

## Vị trí địa lý
Tiếp giáp các xã: Thạch Trị, Thạch Hội, Thạch Thắng của Tp. Hà Tĩnh.

## Hành chính
Gồm các xóm: Nam Văn, Tân Văn, Trung Văn, Bắc Văn, Đông Văn